# Torresstrædet
Torresstrædet (en. Torres Strait) er et farvand beliggende mellem Australien og Ny Guinea. Strædet er ca. 150 kilometer bredt på smalleste sted. Mod syd ligger Kap York-halvøen og mod nord det vestlige Papua, Ny Guinea. Det er opkaldt efter søfareren Luís Vaez de Torres, som opdagede og sejlede gennem strædet i 1606.

## Geografi
Strædet forbinder Koralhavet i øst med Arafurahavet og Carpentariabugten i vest. Det er en vigtig international sejlrute, selvom det er lavvandet ( 7 til 15 meter dybt) og har mange øer og rev, der gør det farligt at gennemsejle. Mod syd ligger Endeavourstrædet mellem Prince of Wales Island (Muralug) og det australske fastland. Hovedskibsruten går gennem Prince Edward Channel nord om Muralug og Adolphus Channel syd om Mount Adolphus. Der er stærke tidevandsstrømme mellem øerne og revene. Dertil kommer store vandrende sandbanker under havoverfladen. Omkring 580 koralrev, bl.a. Warrior Reefs og Eastern Patch Reefs, dækker samlet et areal på 2.400 km2. Strædet har også en af verdens største forekomster af ægte havgræs.
Flere øgrupper ligger i strædet, som til sammen går under navnet Torres Strait Islands. Der er mindst 274 øer, hvoraf de 17 i dag er permanent beboede.
Over 6.800 Torres Strait Islanders bor på øerne og 42.000 på fastlandet.

## På film
Torresstrædet spiller en central rolle i den danske folkekomedie Barken Margrethe fra 1934. Instruktørens søn Lau Lauritzen junior spiller her en ung sømand, der på sin første store sejlads skal styre et dansk sejlskib fra Ny Kaledonien til Frankrig. Filmens dramatiske højdepunkt er et uvejr i Torrestrædet, der beskrives som "verdens farligste farvand". Filmen bygger på et skuespil af Christian Bogø og Johannes Ravn-Jonsen men blev indspillet til søs langt fra Danmark og regnes i dag som et hovedværk i folkekomediegenren.